# 托帕
托帕（Topa），是印度贾坎德邦Hazaribag县的一个城镇。总人口5008（2001年）。

## 人口
该地2001年总人口5008人，其中男性2689人，女性2319人；0—6岁人口787人，其中男402人，女385人；识字率61.94%，其中男性为71.70%，女性为50.63%。